# 20330 Менвел
20330 Менвел (20330 Manwell) — астероїд головного поясу, відкритий 20 квітня 1998 року.
Тіссеранів параметр щодо Юпітера — 3,361.